# 艾興多夫魏爾湖

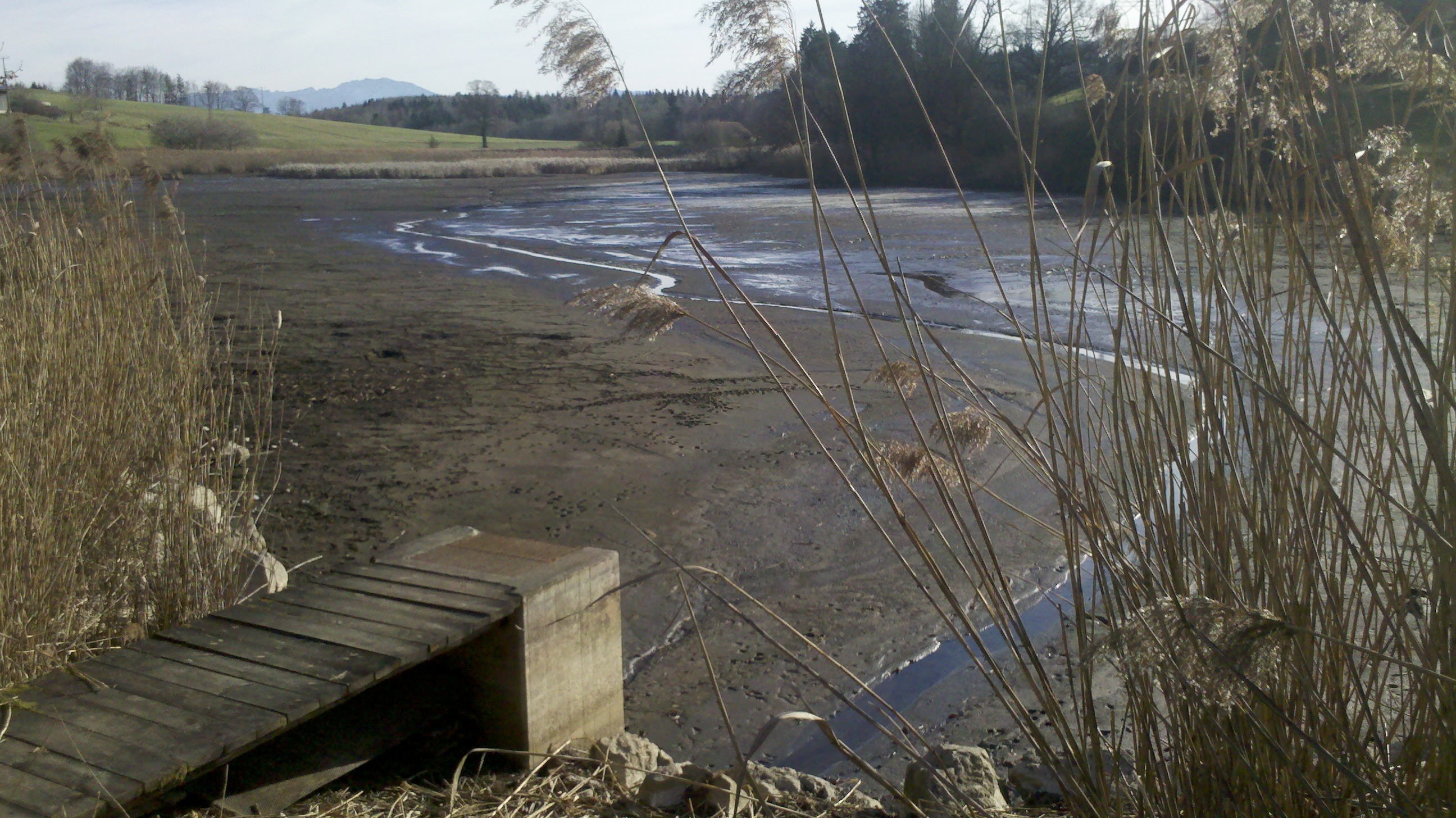

47°47′47″N 11°15′14″E / 47.79639°N 11.25395°E
艾興多夫魏爾湖（德語：Eichendorfer Weiher），是德國的湖泊，位於該國東南部，由巴伐利亞州負責管轄，處於埃伯芬，長0.3公里、寬0.1公里，海拔高度659米，該湖泊被用於娛樂、魚類養殖和捕魚。